# Akira Yoshizawa
Akira Yoshizawa (吉澤 章 Yoshizawa Akira, Tochigi, 14 de març de 1911 - 14 de març de 2005 a Kaminokawa) va ser un notable mestre de l'origami japonès. Se li reconeix haver portat l'origami des del passatemps o el disseny a un art vivent. D'acord amb una estimació pròpia de 1989, havia creat més de 50.000 models, dels quals uns quants centenars de dissenys van ser publicats als seus divuit llibres. Al llarg de la seva carrera, Yoshizawa va dur a terme tasques d'ambaixador cultural internacional del Japó. El 1983, l'emperador japonès Hirohito li va atorgar l'Orde del Sol Naixent, un dels majors honors que pot rebre un ciutadà japonès.
El 14 de març de 2012 Akira Yoshizawa va ser homenatjat per la companyia Google amb un doodle commemoratiu del 101è aniversari del seu naixement.

## Biografia
Yoshizawa es va traslladar a Tòquio a l'edat de tretze anys. Durant la Segona Guerra Mundial va estar treballant com a aprenent en una farga. A partir dels anys 40 va decidir dedicar-se de manera professional a la papiroflèxia. Pels volts de 1950, els treballs de Yoshizawa van començar a mostrar-se al públic al Japó: havia realitzat dotze figures de paper representant cada un dels animals del zodíac oriental; aquestes van ser publicades a la revista Asahi-Graph. El 1954, va publicar el seu primer llibre, "Origami Art" (Origami Geijutsu) i va fundar "The International Origami Society", que actualment té més de 1.500 membres. El 1955 va realitzar la seva primera exposició sobre els seus treballs al Museu de la Ciutat d'Amsterdam, als Països Baixos. Aquesta exposició va ser el pont entre el Japó i Països Baixos, i es va convertir en l'oportunitat de Yoshizawa de donar-se a conèixer a Europa. El 1963 el seu llibre "Tanoshii Origami" va guanyar el premi cultural "Mainichi Shuppan".
El 1992, en l'Exposició Universal celebrada a Sevilla, Yoshizawa va realitzar una exposició dins del pavelló del seu país, i va donar alguns tallers sobre origami. El març de 1998, va ser convidat a exhibir les seves figures al museu de Louvre.

## Cronologia
- 1911 Neix a Tochigi.
- 1938 Treballa com a aprenent en una farga.
- 1952 Publica a la revista Asashi-Graph i a diverses revistes i diaris.
- 1954 Publica el seu primer llibre, "Origami Art" (Origami Geijutsu).
- 1955 Presenta una exposició a Amsterdam.
- 1956 Publica "Origami Reader" (Origami Tokuhon).
- 1959 Exposició al Coopers Union Museum de Nova York.
- 1963 Rep el premi Manichi Shuppan.
- 1972 Visita Europa.
- 1987 Exposició a Milà.
- 1992 Exposició a Sevilla.
- 1993 Exposició a París.

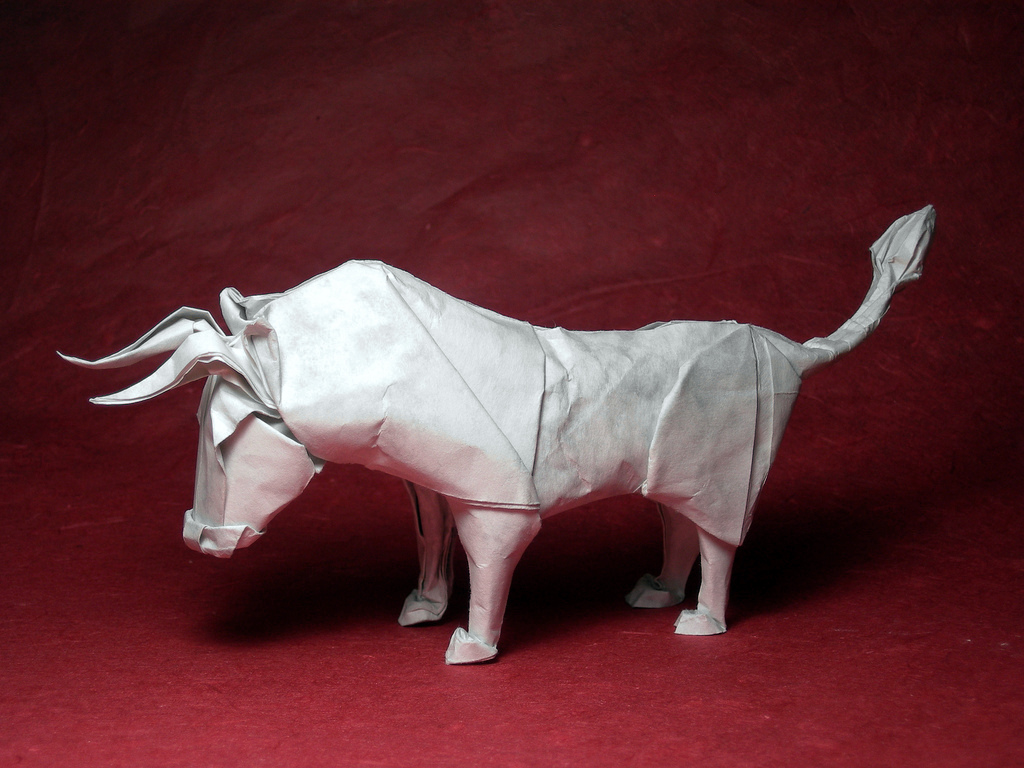
Origami dissenyat amb la tècnica de plegat-humit, creada per Yoshizawa.

- 2000 Exposició al Museu del Paper Oji.
- 2005 Mor a Tòquio a l'edat de 94 anys.

## Tècniques
Yoshizawa va ser un pioner en moltes tècniques, incloent la del plegat-humit. En aquesta tècnica el paper és humitejat abans de ser doblegat, donant-li el doblegat una forma més corba i d'una visió esculpida. Això va ser considerat per molts un canvi de paradigma que va permetre a l'origami convertir-se en una forma d'art, transcendint la mostra d'artesania popular singular i pintoresca.